# Michael Edwards (Skispringer)
Michael Edwards, besser bekannt als Eddie the Eagle (* 5. Dezember 1963 in Cheltenham, Gloucestershire, England), ist ein ehemaliger britischer Skispringer. Er ist der erste Springer, der für Großbritannien bei Olympischen Winterspielen an den Start ging.

## Leben
Edwards wünschte sich nach eigenem Bekunden schon seit der Kindheit, an Olympischen Spielen teilzunehmen:

„Als ich acht, neun Jahre alt war, habe ich erstmals bewusst die Olympischen Spiele im Fernsehen gesehen und dachte: Wow! Es muss großartig sein, für sein Land an so etwas teilzunehmen. Das wollte ich auch. Egal wie.“

 Er versuchte sich zunächst erfolglos im Judo, im Volleyball und im Pferdesport. Auslöser für den Wechsel zum Skispringen war für ihn eine Fernsehübertragung der Vierschanzentournee 1985/86. Das Skispringen war zu diesem Zeitpunkt eine olympische Disziplin, die von keinem britischen Sportler ausgeübt wurde. Daher begann Edwards Ende der 1980er-Jahre, ohne finanzielle Unterstützung der British Ski and Snowboard Federation, an internationalen Skisprungwettbewerben teilzunehmen. Das Skifahren erlernte er nach eigener Aussage auf den Hügeln der südwestenglischen Stadt Gloucester.
Edwards nahm 1987 an den Nordischen Skiweltmeisterschaften in Oberstdorf teil und belegte unter den 58 Springern den letzten Platz, jedoch bedeuteten seine 73,5 Meter britischen Rekord, was ihm die Teilnahme an den Olympischen Winterspielen 1988 in Calgary erlaubte. Mit 82 Kilogramm war er etwa neun Kilogramm schwerer als der schwerste seiner olympischen Kontrahenten. Bei beiden Sprungwettbewerben – sowohl auf der Normalschanze als auch auf der Großschanze – belegte Edwards als 58. beziehungsweise als 55. jeweils den letzten Platz.
Aufgrund einer ausgeprägten Weitsichtigkeit, die er später chirurgisch beheben ließ, war er bei seinen Sprüngen auf starke Brillengläser angewiesen. Der Umstand, dass diese bei den an den Wettkampftagen vorherrschenden Wetterbedingungen permanent beschlugen, führte dazu, dass man Edwards vor seinen Sprüngen des Öfteren beim Reinigen seiner Gläser beobachten konnte. Schnell wurde unter seinen Fans der Spitzname „Eddie the Eagle“ („Eddie, der Adler“) geläufig, der dann auch von den Medien übernommen wurde.
Als größten Moment seiner Karriere bezeichnet Edwards die Abschlussfeier der Olympischen Spiele in Calgary 1988. Als der Chef des Organisationskomitees, Frank King, in seiner Rede den Athleten mit den Worten dankte „Ihr habt Weltrekorde gebrochen, persönliche Bestleistungen aufgestellt und einige von euch schwebten wie ein Adler“, jubelten die 100.000 Zuschauer und schrien „Eddie, Eddie!“ Edwards avancierte für kurze Zeit zum Medienstar. Er veröffentlichte unter dem Titel On the Piste ein humoristisches Buch und nahm mehrere Singles auf. Es wird geschätzt, dass er 1988 mit seinen Auftritten etwa 400.000 £ einnahm.
1989 stürzte Edwards in Innsbruck am Bergisel und brach sich das Schlüsselbein. Obwohl er erklärte, an der Nordischen Skiweltmeisterschaft in Lahti teilnehmen zu wollen, war dies sein letzter Wettkampf. Die Veranstalter verhinderten weitere Teilnahmen an Skisprungwettbewerben. Das IOC änderte 1990 die Regeln, und Edwards schaffte die Qualifikation für die nachfolgenden Olympischen Winterspiele 1992 in Albertville nicht mehr.
Im Jahr 1992 meldete Edwards Privatinsolvenz an, er verdiente jedoch weiterhin Geld mit Werbeauftritten. Trotz eines im Anschluss an seine sportliche Karriere erfolgreich abgeschlossenen Jurastudiums kehrte er in seinen alten Beruf als Maurer zurück. Seinen Lebensunterhalt verdient er nach eigener Aussage zudem mit Nebenjobs, Fernsehauftritten und als Motivationstrainer.
Das österreichische Liedermacher-Duo Christoph & Lollo veröffentlichte 1999 das Lied Eddie auf dem Album Schispringerlieder, in dem sie in humoristischer Übertreibung sein trauriges Leben besingen. 
2010 trug Edwards im Vorfeld der Olympischen Winterspiele in Vancouver in Winnipeg die Fackel des olympischen Feuers. Ende Dezember 2013 nahm er in Oberstdorf im Rahmen der Vierschanzentournee an einem Showwettkampf teil. Edwards hat zwei Töchter und ist seit 2016 von seiner Frau geschieden. Er lebt in Woodchester.
Edwards Lebensgeschichte wurde von Dexter Fletcher unter dem Titel Eddie the Eagle – Alles ist möglich verfilmt. Der Film kam 2016 in die Kinos. Edwards wurde von Taron Egerton gespielt, in anderen Rollen waren Hugh Jackman, Iris Berben und Christopher Walken zu sehen. Edwards selbst äußerte sich dazu, dass nur „etwa fünf Prozent“ des im Film Gezeigten der historischen Wirklichkeit entspreche. Die Darstellung von Taron Egerton sei ihm aber „unheimlich ähnlich“.

## Weltcup-Platzierungen
| Datum             | Austragungsort | Wettkampftyp             | Platzierung |
| ----------------- | -------------- | ------------------------ | ----------- |
| 30. Dezember 1986 | Oberstdorf     | Einzel, Großschanze K115 | Platz 110   |

| Datum             | Austragungsort         | Wettkampftyp             | Platzierung |
| ----------------- | ---------------------- | ------------------------ | ----------- |
| 30. Dezember 1987 | Oberstdorf             | Einzel, Großschanze K115 | Platz 112   |
| 1. Januar 1988    | Garmisch-Partenkirchen | Einzel, Großschanze K109 | Platz 110   |
| 3. Januar 1988    | Innsbruck              | Einzel, Großschanze K109 | Platz 120   |
| 6. Januar 1988    | Bischofshofen          | Einzel, Großschanze K115 | Platz 120   |

| Datum             | Austragungsort         | Wettkampftyp             | Platzierung |
| ----------------- | ---------------------- | ------------------------ | ----------- |
| 30. Dezember 1988 | Oberstdorf             | Einzel, Großschanze K115 | Platz 95    |
| 1. Januar 1989    | Garmisch-Partenkirchen | Einzel, Großschanze K109 | Platz 94    |

## Filmografie
- Eddie the Eagle – Alles ist möglich (Biographie, 2016)